# George Moala
Pour les articles homonymes, voir Moala.

a Compétitions nationales et continentales officielles uniquement.

b Matchs officiels uniquement.
Dernière mise à jour le 30 avril 2023.
George Moala, né le 5 novembre 1990 à Auckland (Nouvelle-Zélande), est un joueur  international néo-zélandais d'origine tongienne de rugby à XV jouant au poste de centre ou d'ailier. Il évolue avec le club français de l'ASM Clermont en Top 14 depuis 2018. Il mesure 1,88 m pour 106 kg.

## Carrière

### En club
George Moala commence à jouer au rugby avec l'équipe du Tamaki College (en). Il joue dans un premier temps au poste de troisième ligne centre, avant de passer centre à l'âge de 16 ans.
Après le lycée, il rejoint le club amateur de Grammar Carlton, et l'académie de la province d'Auckland. Il remporte avec son club le championnat d'Auckland en 2012.
Il fait ses débuts professionnels avec Auckland lors de la saison 2011 de NPC. Il joue cinq matchs, et inscrit trois essais lors de sa première saison.
Grâce à ses performances au niveau provincial, il est recruté en 2012 pour faire partie de la franchise des Blues en Super Rugby. Blessé lors de la présaison, il ne fait ses débuts qu'au mois d'avril, face aux Sharks. D'abord utilisé au poste d'ailier, il joue davantage au centre à partir de la saison 2014.
En 2015, il est élu meilleur joueur du NPC, grâce à une saison pleine où il inscrit dix essais en douze matchs.
Moala rejoint en 2018 le club français de l'ASM Clermont, évoluant en Top 14, pour un contrat de trois saisons. Grâce à sa puissance physique, et la qualité de ses performances, il devient rapidement un cadre de l'équipe auvergnate,. En janvier 2021, il prolonge son contrat jusqu'en 2024.

### En équipe nationale
Bien que né en Nouvelle-Zélande, George Moala est d'origine tongienne par ses parents et a ainsi pu évoluer avec l'équipe des Tonga -20 ans lors des championnats du monde junior 2009 et 2010.
Il est sélectionné pour la première fois avec les All Blacks en juillet 2015. Il dispute son premier match contre les Samoa le 6 juillet 2015 à Apia. Il marque à cette occasion le seul essai de son équipe, participant à la courte victoire de son équipe.
Il est rappelé en sélection un an plus tard, pour disputer la tournée en Europe. Il joue trois matchs en 2016, dont un lors du Rugby Championship, et inscrit deux essais.
Non-sélectionné à partir de 2017, son exil en France à partir de 2018 met un terme à sa carrière internationale avec la Nouvelle-Zélande.
En novembre 2022, il profite du récent assouplissement des règles d'éligibilité au niveau international par World Rugby afin de représenter la sélection de son pays de naissance, les Tonga, dans le cadre de la tournée d'automne. Il obtient sa première sélection avec les Ikale Tahi le 5 novembre 2022 contre l'Espagne à Malaga.

## Palmarès

### En club
- Finaliste de NPC en 2012 et 2015 avec Auckland.
- Vainqueur du Challenge européen en 2019 avec Clermont.
- Finaliste du Championnat de France en 2019 avec Clermont.

### En équipe nationale
- Vainqueur du Rugby Championship en 2016.

## Statistiques

### En équipe nationale
George Moala compte quatre sélections avec les All Blacks depuis son premier match le 6 juillet 2015 contre les Samoa. Il inscrit trois essais (15 points).
Il participe à une édition du Rugby Championship, en 2016. Il dispute une rencontre dans cette compétition.
Depuis son changement de nationalité sportive, Moala joue avec l'équipe des Tonga. Il compte trois sélections avec cette équipe. Il joue son premier match contre l'Espagne le 5 novembre 2022.

## Justice
En 2012, George Moala et son frère sont impliqués dans une bagarre à la sortie d'une boîte de nuit d'Auckland. Jugé en 2015, il est déclaré non-coupable, mais doit verser 2 500 dollars NZ de dommages-intérêts à la victime.